# 蒋宗海
蒋宗海（?—?），字春岩，一字星岩，号春浓，一号青农，晚号归求老人，學者稱春农先生，江苏丹徒（今镇江）人，清朝政治人物、進士出身。
乾隆十七年（1752年）壬申恩科二甲第六十二名進士，官至内阁中书。工诗文，通汉隶，和卢文弨并称。喜藏古書，藏书达3万余卷，多善本，和张若钧並稱。修纂《金山志》、《焦山志》、《平山堂志》等。著有《春农吟稿》。